# Hirokin
Hirokin: o último Samurai (no Brasil, Último Samurai) (na Europa, Fallen Empire (Império Caído)) é um filme independente de ação e aventura lançado em 2012. O filme é dirigido pelo escritor/diretor Alejo mo-Sun e produzido pela mo-Sun Welteroth Media. Estrelando Wes Bentley, Jessica Szohr, Angus Maia, e Julian Sands.

## Sinopse
Hirokin, um herói relutante marcado por um passado sombrio, deve cumprir seu destino quando forçado a escolher entre vingar o assassinato de sua família ou lutar pela liberdade de um povo abusado por muito tempo.

## Produção
Alejo atua como roteirista e diretor em Hirokin. Produtor Braxton Pope (Shrink) & casting diretor Mary Vernieu (Sin City, Training Day, Spanglish) estão assinados sobre o projeto.

## Elenco
- Wes Bentley como Hirokin
- Jessica Szohr como Orange
- Angus Macfadyen como Moss
- Laura Ramsey como Maren
- Julian Sands como Griffin
- Mercedes Manning como Terra